# ایهور کوستتسکیی
ایهور کوستتسکیی (اوکراینی: Ігор Костецький؛ ۱۴ مهٔ ۱۹۱۳ – ۱۴ ژوئن ۱۹۸۳) نویسنده، نمایشنامه‌نویس، ترجمه، literary critic and publisher بود.